# Солфорд Сіті
Футбольний клуб «Солфорд Сіті» (англ. Salford City Football Club) — англійський футбольний клуб з міста Солфорд, заснований у 1940 році. Виступає в Національній лізі. Домашні матчі приймає на стадіоні «Мур Лейн», місткістю 5 108 глядачів.
Аматорський футбольний клуб Великого Манчестера (агломерації), який виступав лише на місцевому рівні та в нижчих (6-9 рангів) лігах країни. Відомим став лише на початку ХХІ століття, коли кілька колишніх відомих гравців Манчестер Юнайтеда (Компанія «клас 92») стали акціонерами клубу і виголосили амбітні плани із просування його до найсильнішої ліги країни .

## Історія

### Заснування й становлення аматорського клубу (1940–1989)
Клуб був заснований в 1940 році під назвою «Солфорд Централ», яка відповідала найменню найбільшої міської околиці Манчестера. Відтак команда брала участь в місцевих лігах до 1963 року, після якого були переведені в Манчестерську футбольну лігу і змінив назву на «Солфорд Аматеурс». Під прізвиськом «the Ammies» (Аматери), клуб вигравав Кубок аматорів Ланкашира в 1973, 1975 і 1977 роках, а також Прем'єр-кубок Манчестера в 1978 і 1979 роках. 
Тривала експлуатація стадіону впродовж 3 десятиліть призвела до його жалюгідного стану: на головній трибуні були тріщини і не було даху, футбольне поле було в поганому стані. Гравці та керівництво команди вирішили, відреставрувати свою арену. Відбудова та покращення стадіону «Мур Лейн» тривало до кінця 70-х років ХХ століття. Після того ще й провели реорганізацію клубу, впроваджуючи ознаки футбольного клубу, відтак їх в 1980 році було запрошено виступати в Лізі графства Чешир. Коли ж, в 1982 році, відбулося злиття двох футбольних ліг: Комбінації Ланкашира і Ліги Чешира, була створена Ліга Північно-Західних графств, і «Солфорд» почав виступати в цьому турнірі.
Окрім локальних успіхів в аматорських лігах та турнірах команда не мала гучних здобутків. Тому про них знали лише місцеві поселенці в околиці Манчестера, які заледве наповнювали стадіон кількома сотнями прихильників.

### Перші успіхи та дербі (1989–2008)
1989 рік став знаковим для команди: увійшовши до Футбольної ліги графств Північно-Західного округу, спершу змінили назву на «Солфорд Сіті», на стадіоні «Мур Лейн» були встановлені прожектори, а команда вперше зіграла своє, мале дербі, у фіналі Прем'єр-кубка Манчестера на стадіоні «Олд Траффорд».
В 1990 році клуб відзначив свій 50-річний ювілей: повернувся в фінал Прем'єр-Кубка Манчестера, поступившись «Керзон Ештону», вперше зіграв в Кубку Англії, отримавши загальнонаціональну популярність, з'явившись в телепередачі BBC Road to Wembley.
Лише сезон 1991-92 років «Солфорд» опустився на рівень нижче і зайняв 7 місце в лізі, але саме тоді відбувалася чергова реорганізація нижчих ліг і «аматорам» повезло, їх зачислили до першого дивізіону Футбольної ліги графств Північно-Західного округу. Повернення в лігу відбувалося під керівництвом колишнього гравця «Манчестер Юнайтед» Біллі Гартона, з яким вони в сезоні 1992/93 зайняли 9-е місце, що стало кращим результатом команди в 1990-і роки.
ХХІ століття розпочалося успішним сезоном 2001/02, коли «Солфорд Сіті» посів 3-є місце в лізі. У сезоні 2004-05 років клуб дійшов до 3 раунду Кубку Футбольної асоціації, а в наступному сезоні дістався до третього кваліфікаційного раунду Кубка Англії, а також виграв Кубок Ліги Північно-Західних графств, обігравши в фіналі «Кеммелл Лерд». У сезоні 2006-07 років «Солфорд Сіті» стають 5-и, у сезоні 2006-07 років посідають 4-е місце в лізі (з кількістю забитих м'ячів - 103).
Відтак, в наступному сезоні (2007-08 років) вони вважалися фаворитами. Одразу ж захопивши лідерство в лізі, вони, поперемінно, з Траффордом відірвалися від опонентів і здобув собі путівку в Північну Прем'єр Лігу (найвище, на той час досягнення клубу).

### Салфорд у Прем'єр Лізі Півночі
Здобуте друге місце в Дивізіоні 1 Північно-Західної Ліги призвело до підвищення в класі команди з Салфорда. Сезон 2008-09 років команда розпочала в Дивізіоні 1 (Північ) Північної Прем'єр-ліги, яка вважалася восьмим рівнем англійської футбольної системи ліг.
Старт у вищому класі підопічні Гарі Фелловза провалили, програвши в 6 матчах поспіль. Це спонукало керівництво до пошуків нового наставника, ним виявився відомий фахівець, очільник «Брідлінгтон Таун» і «Стокпорт Спортс» – Ешлі Беррі. З жовтня 2008 року він за кілька місяців стабілізував гру «аматорів», але суперечки з керівництвом клубу позбавили його підтримки. Відтак, наприкінці 2008 року, черговим тренером-менеджером було запрошено Пола Райта, до того очільника «Флікстона». Але останній відбував дискваліфікацію Асоціації футболу, тому командою кермував його заступник Ніл Холл, до березня 2009 року. Не дивно, що колектив лихоманило, від такої непостійності на тренерській лавці. І місце в нижній частині турнірної таблиці – було закономірним, лише збережена прописка в лізі, здобута в останній грі сезону, обнадіювала.
Сезон 2009-10 років виявився стабільнішим. Команда чергувала успішні матчі із посередніми. Були й перші успіхи в Кубку Футбольної Асоціації. Але в лютому 2010 року Пол Райт полишив команду, після серії поразок в регулярній першості. Тож місце тренера змушений був підмінити менеджер клубу Даррен Куік. Під його опікою команда здобувши 36 очок, посіла 11 місце в лізі.
Сезон 2010-2011 років команда розпочинала в надії на нового наставника Родрі Гіггза, який запам'ятався, як гравець-менеджер «Солфорда». Стабільна гра команди зумовила перебування в середині турнірної таблиці й остаточне 12 місце. Тож наступний сезон, 2011-2012 років, нечисленні вболівальники сподівалися на кращі результати. Але клубу не вдалося утримати кількох гравців, а також травми не дали розвернутися команді. Тому 13 місце, в середині турнірної таблиці, не влаштувало Родрі, який в останній грі сезону  повідомив про свою відставку.
Наприкінці травня 2012 року новим тренером-менеджером було призначено колишнього футболіста професіонала Даррена Шерідана. Відомий футболіст кермував командою 8 місяців, але їм так і не вдалося пробитися до групи найсильніших команд ліги. Хоча саме за його наставництва відбувся знаковий матч команди: на попередньому етапі Кубка Англії жереб приніс їм у суперники «Манчестер Юнайтед». Хоча фаворити не виставили на гру свій основний склад, але 1300 вболівальників (рекорд тогочасної відвідуваності), бачили видовищну гру із 5 забитими голами у ворота «аматорів». У січні 2013 року, не змирившись з урізанням бюджету клубу, Шерідан розірвав контракт. На місце амбітного тренера прийшов  системний Енді Гілд, але і йому не вдалося вирівняти гру – команда посіла лише 16 місце. Хоча, заслуга тренера виявилася у формуванні характеру команди, якій вдалося пробитися до фіналу  Манчестерського Прем'єр-Кубку на Едгелі Парк. Їх суперники, «Моусслі» одразу захопили ініціативу, і тривалий час вели у рахунку, забивши 2 голи. Але «аматори», завдяки характеру, зрівняли рахунок 2:2. Лише в серії пенальті фортуна усміхнулася досвідченим «Моусслі» - 4:2.
Кубкові досягнення вселяли надії у вболівальників на сезон 2013-2014 років. Команду очолив тандем тренерів-менеджерів Баррі Массай та Філ Пувер. А клуб очолив місцевий підприємець Карен Бейрд, яка замінила Даррена Куіка. Потужний старт, 6 перемог поспіль, розпалили амбіції прихильників, але потім почалася турнірна рутина і неочікувані поразки. Уже в жовтні почалися суперечки в тренерському штабі, які привели до поспішного усунення їх із команди. І довелося керівникам клубу самотужки організовувати команду і покладатися на їх колективізм. Оскільки тепер метою стало утриматися в лізі. З пліч гравців упав тягар відповідальності і вони грали в своє задоволення. Що дало можливість команді перебувати в середині турнірної таблиці (12 місце).

### Прихід «Класу 92» до Солфорду (2014–)
Сезон  2014-2015 років виявився кардинально поворотним в історії команди, клубу та самого Солфорда. Спортивно-суспільний проект титулованих футболістів «Манчестер Юнайтед» став новою віхою в історії клубу. 
Передмова
«Клас 92» - це умовна назва, з легкої руки сера Алекса Фергюсона, ввійшла у вжиток серед вболівальників та функціонерів манчестерського клубу «Манчестер Юнайтед». Нею нарікали нову плеяду перспективних гравців команди, які виховувалися в юнацькій школі клубу і більшість з них відібрані були зі всієї округи та навчалися в одному класі. Відтак, після 1992 року випуску, їх нарекли «Клас 92». Оскільки Фергюсон розгледів в юнаках перспективу і майже одночасно перевів їх до основної команди манкуніанців, то поміж собою їх й надалі так і називали. А, з роками, це прізвисько закріпилося і стало їхнім талісманом-ознакою. По завершенні футбольної кар’єри, футболісти вирішили не втрачати дружні стосунки і задля тіснішої комунікації та перспектив створили юридичну структуру із цією ж назвою, сподіваючись завдяки неї проводити благодійні чи суспільні ініціативи (звичні для багатьох англійських футболістів чи спортсменів).
На перших порах група «Класу 92» не вела якоїсь цілеспрямованої роботи. Лише після «іспанського відрядження» Гарі Невіла, в нього виникла ідея впровадити на туманному Альбіоні кращі іспанські спортивні напрацювання (себто формування структури футбольних шкіл - кантери). Спостерігаючи за розпорошеністю та розконцентрованістю молодих і перспективних гравців по різним  містечковим командам і клубам банкрутам, Гарі запалив своєю ідеєю своїх колишніх одноклубників та партнерів по «Класу 92», які ще продовжували свої навчально-тренерські проекти в межах Манчестера. Фінансові можливості їм не дозволяли втілювати пілотний проект в системі манкуніанців, відтак вони підшуковували інший клуб-команду для своїх цілей. Фінанси й домовленості сприяли для поглинання в проект якусь із команд із нижчих ліг, але шлейф минулого (фінансовий та турнірний) міг знівелювати задум Невілла та однодумців.
Відтак, експериментатори кинули оком в найнижчі ліги округу, і їх вибір впав на команду з передмістя Манчестера – Солфорда. Тамтешній малопримітний футбольний клуб балансував в регіональній лізі поміж 9-10 рівнем англійської футбольної системи ліг. Не маючи якоїсь «славетної футбольної історії», ця команда була місцем зібрання футбольних однодумців, які проводили своє дозвілля, ганяючи м’яча на місцевому стадіоні перед своїми родичами та знайомими (числом в 100-300 осіб). Найбільшою їх спортивною амбіцією були участі в розіграші Кубка Манчестера і ймовірність зіграти кілька матчів із 2-3 складом більш титулованих клубів міста.
Вибір Солфорда, був зумовлений ще й тим, що саме в цьому передмісті починали свої футбольні ази вся компанія з «Класу 92». Саме на одному зі стадіонів – на «Кліфф» проходили матчі й тренування їх юнацької школи. До того ж, саме тут тренувалася славетна команда манкуніанців, яка розбилася в авіакатастрофі в 1958 році над Мюнхеном. Зрештою, стадіон Салфорда виявляється одним з найближчих, всього в милі від тренувального центру Карінгтон (основної бази «Юнайтед»), та в 5 милях від легендарного «Олд Траффорда». Та й самі друзі з «Клас 92» - родом з цієї округи:  Скоулс народився у  Солфорді, родина Ґіґґза переїхала із сусіднього Суінтона, а два Невілла з іншої сторони – із Бурі.
Викуп клубу
Точної дати замислу з покупки клубу не оприлюднено, відомо лиш, що по завершенні кар'єри в професійному футболі кожен з «Класу 92» зреалізовували себе окремо: хто в системі манкуніанців, а хто в інших футбольних проектах. Тільки поява Гарі Невілла, з його ініціативою та фінансовою підтримкою сингапурського фінансиста Пітера Ліма (власника іспанської «Валенсії») – стали каталізатором для футболістів-одноумців на початку 2014 року.
Саме наприкінці 2013 року відбувалося звичне турнірне падіння місцевої команди Саофорда, яке супроводжувалося черговою ротацією в тренерському та керівному складі клубу. Муніципалітет (який ніс основний фінансовий тягар) не зміг підтримати інтерес до команди з числа місцевих підприємців (пул яких управляв клубом) і почав шукати нових партнерів. Місцеві прихильники  спорту очікували, що клубом знову управлятиме якась місцева група дрібних бізнесменів. Натомість, з початком 2014 року муніципалітет самотужки проводив організацію в клубі й оприлюднив інформацію про ймовірність покупки клубу.
Пізніше, у березні 2014 року вперше прозвучала новина, що Гарі Невілл із партнерами подав заявку на викуп одного з клубів Футбольної Асоціації та Північної Прем'єр-ліги. Поготів вже дійшла інформація про підписання договору між групою інвесторів «Клас 92» та муніципалітетом щодо придбання клубу «Солфорд Сіті». Між кожним з 5 інвесторів (Гаррі Невілл, Філіп Невілл, Райан Гіггз, Пол Скоулз і Нікі Батт) розподілявся пакет порівну. Останні матчі сезону команда ще проводила під наставництвом попередніх керівників і втримала звичний для себе підсумковий результат – в середині турнірної таблиці (12 місце).
Нові, амбітні плани
Інформаційна бомба: «викуп невідомого, нижчолігового клубу, гравцями-мільойнерами, улюбленцями Манчестера» - була сприйнята дуже неоднозначно: і в колі фахівців спорту, і серед прихильників «Солфорду», та самої громади міста. Одні із захопленням очікували розвиток проекту і сподівалися на нові віхи в команді та передмісті. Інші наганяли хмари скептицизму та недовіри, очікуючи провалу «футбольної іграшки» чи якихось земельно-фінансових афер в межах Манчестера. 
Гаррі Невілл, не розчарував жодну зі сторін. Влітку 2014 року відбулася презентація проекту трансформації «Солфорд Сіті» в успішний професійний футбольний клуб, майбутнього учасника змагань в Прем'єр Ліги Англії. За 10-15 років  планується повна видозміна команди і структур пов'язаних з нею, збільшення вболівальницького кола з 300 до 3500 прихильників, реконструкція-нарощування стадіону та подолання всіх 8 щаблів англійського футболу й участь у першості серед найсильніших клубів країни та матчів в європейських турнірах. Такі фантастичні амбіції, додали числа скептиків і насторожували навіть найвідданіших прихильників команди.
Та друзі з «Клас 92» не зважали ні на перешіптування, ні на перестороги, а зайнялися за промоцію проекту та фінансове підґрунтя клубу. Залишивши в адміністративному пулі попередніх очільників клубу, вони наділили їх адміністративними функціями та зробили своїми комунікаторами в передмісті. Натомість до фінансової частини вони долучили фахівців фінансистів із системи сінгапурського мультимільйонера Пітера Ліма (їх давнього партнера). Промоцію клубу та спортивно-менеджерські аспекти вони залишили за собою. 
Не відкладаючи в довгий ящик, нові власники різко трансформували клуб: починаючи з нової символіки, кольорів і закінчуючи нововведеннями на стадіоні та фінансових контрактах в клубі. 
Не встигли вболівальники пожалітися на зміну символіки, як через 10 днів їх улюбленці вийшли в новій формі: червоно-білих кольорів (відкинувши чорно-помаранчеву піввікову гаму). Не стихли  перші перешіптування, а громаді вже була представлена нова команда, новий клуб в товариському матчі між «Солфордом» та «Друзями Класу 92», в якому верх взяли молоді гравці з передмістя Манчестера. Прямі відеотрансляції, поява сувенірної атрибутики, оновлення стадіону та молоді й нові гравці клубу – захопили містян. Навіть уже й не зважили на установчі перетурбації в колективі засновників. У вересні 2014 року, очікувано, було введено головного акціонера-філантропа, сингапурця Пітера Ліма , якому було віддано 50% акцій, а решту 50% розділили поміж собою 5 друзів (отримавши по 10% кожен).
Та вболівальникам уже було не до того, проходили перші футбольні баталії сезону 2014-2015 року, в яких молода команда трощила суперників і перебувала на першому місці турнірної таблиці.
Сезон 2018-2019 років
Команда продовжила свої турнірні сходження. Уже з перших турів захопивши лідерство в лізі і на пару з «Лейтон Орієнт». Додаткова перетурбація в тренерському штабі не викликала суттєвих турнірних та ігрових коректив. На жаль, наприкінці сезону команда в двох останніх турах сенсаційно поступилася, і поступилася першим місцем - посівши лише 3 місце в лізі. Такий результат "розчарував" прихильників конспірології, що колективу вистелюють доріжку до вищого дивізіону. В травні 2019 року, Солфорд Сіті візьме участь в матчах плей-оф, щоби на стадіоні Вемблі пробитися до омріяної Футбольної ліги Англії, зокрема, до 4-ї по значимості — Другої футбольної ліги Англії.

## Статистика
Команда тривалий час перебувала в нижчих лігах англійського футболу (6-9 рівні), відтак її успіхи носили лише локальний, містечковий характер. Найбільші з яких: чемпіонство в Північній Прем'єр-лізі (8 ранг) в 2014—15 роках та перемога в Національній лізі Півночі (5 ранг) і сезоні 2017–18 років.

### Командні звершення
- Національна ліга Північ → чемпіон (2017–18);
- Прем'єр дивізіон Північної Прем'єр-ліги → чемпіон (2015—16);
- Перший дивізіон (північ) Північної Прем'єр-ліги → чемпіон: (2014-15);
- Прем'єр дивізіон Ліги північно-західних графств → друге місце: (2007-08);
- Прем'єр-кубок Манчестера → володар (1977/78, 1978/79); фіналіст (1989-90, 2001-02, 2012-133);
- Кубок Ліги північно-західних графств → володар (2005-06).

### Турнірні сходження (рік за роком)
| Рік       | Ліга                                       | Рівень | М  | В  | Н  | П  | МЗ | МП  | РМ  | О  | Місце                                 |
| --------- | ------------------------------------------ | ------ | -- | -- | -- | -- | -- | --- | --- | -- | ------------------------------------- |
| 2007/08   | 1 Ліга північно-західних графств           | 9      | 38 | 26 | 6  | 6  | 75 | 35  | +40 | 84 | 2-е з 20 Вийшли в дивізіон вище       |
| 2008/09   | 1 дивізіон (Північ) Північної Прем'єр-ліги | 8      | 40 | 10 | 6  | 24 | 59 | 107 | −48 | 36 | 20-е из 21                            |
| 2009/10   | 1 дивізіон (Північ) Північної Прем'єр-ліги | 8      | 42 | 16 | 8  | 18 | 63 | 74  | −11 | 56 | 11-е з 22                             |
| 2010/11   | 1 дивізіон (Північ) Північної Прем'єр-ліги | 8      | 44 | 17 | 11 | 16 | 68 | 73  | −5  | 62 | 12-е з 23                             |
| 2011/12   | 1 дивізіон (Північ) Північної Прем'єр-ліги | 8      | 42 | 14 | 10 | 18 | 69 | 71  | −2  | 52 | 13-е з 22                             |
| 2012/13   | 1 дивізіон (Північ) Північної Прем'єр-ліги | 8      | 42 | 11 | 13 | 18 | 65 | 79  | −14 | 46 | 16-е з 22                             |
| 2013/14   | 1 дивізіон (Північ) Північної Прем'єр-ліги | 8      | 42 | 15 | 7  | 20 | 68 | 80  | −12 | 52 | 12-е з 22                             |
| 2014/15   | 1 дивізіон (Північ) Північної Прем'єр-ліги | 8      | 42 | 30 | 5  | 7  | 92 | 42  | +50 | 95 | 1-е з 22 Вийшли в дивізіон вище       |
| 2015/16   | Північна Прем'єр-ліга                      | 7      | 46 | 27 | 9  | 10 | 94 | 48  | +46 | 90 | 3-е з 24 Вийшли в дивізіон вище       |
| 2016/17   | Північна Національна ліга                  | 6      | 42 | 22 | 11 | 9  | 79 | 44  | +35 | 77 | 4-е з 22 Програли в півфіналі плей-оф |
| 2017/2018 | Північна Національна ліга                  | 6      | 41 | 27 | 7  | 7  | 76 | 45  | +31 | 88 | 1-е з 22 Вийшли в дивізіон вище       |

## Клубна інфраструктура

### Власники
- Пітер Лім — (40 %)
- Гарі Невілл — (10 %)
- Філ Невілл — (10 %)
- Нікі Батт — (10 %)
- Пол Скоулз — (10 %)
- Раян Гіггз — (10 %)
- Девід Бекхем — (10 %).